# Леонов, Павел Артёмович
Павел Артёмович (Артемьевич) Леонов (26 августа 1918 года — 27 марта 1992 года) — советский государственный и партийный деятель, первый секретарь Сахалинского и Калининского обкомов КПСС.

## Биография
Родился в селе Лаврово Тульской губернии в семье крестьянина.
Окончил Московское высшее техническое училище имени Баумана в 1942 году.
С 1942 по 1948 год работал на заводе № 589 Народного комиссариата — Министерства вооружения СССР.
С 1948 года на партийной работе в Москве: с 1948 по 1951 год — в Сокольническом районном комитете ВКП(б) (Москва), с 1951 по 1954 год — в Московском областном комитете ВКП(б)/КПСС, с 1954 по 1955 год — заведующий Промышленно-транспортным отделом, Отделом оборонной промышленности Московского областного комитета КПСС.
С 1955 по 1960 год — заведующий Сектором Отдела партийных органов ЦК КПСС по РСФСР.
С 1960 по 1978 год — первый секретарь Сахалинского обкома КПСС. В период его нахождения в должности были построены Сахалинская ГРЭС, морская паромная переправа Ванино — Холмск, железная дорога Альба — Ноглики, высоковольтные ЛЭП, были оснащены новыми судами рыболовецкий и транспортный флот, развёрнуто строительство жилья, сети школ и больниц. Также при нём на Сахалине были закрыты корейские школы.
С 1978 по 1985 год — первый секретарь Калининского обкома КПСС.
Избирался депутатом Совета Союза Верховного Совета СССР 6—11 созывов (1962—1989) от Калининской области (11-й созыв). Член ЦК КПСС с 1971 по 1986 год (кандидат с 1961 года).
С 1985 года на пенсии.
Похоронен на Ваганьковском кладбище.

## Память
В сквере Памяти у здания Правительства Сахалинской области (перекресток улицы Дзержинского и Коммунистического проспекта) П. А. Леонову установлен бюст.

## Награды
- орден Ленина:
  - 27.08.1968 — «за заслуги перед Коммунистической партией и Советским государством» и в связи с 50-летием со дня рождения
  - 25.08.1971
  - 25.08.1978
- орден Октябрьской Революции (11.12.1973)
- Орден Трудового Красного Знамени:
  - 20.04.1956
  - 19.07.1958
  - 13.04.1963
  - 30.04.1966